# Odense
 Ovo je glavno značenje pojma Odense. Za druga značenja pogledajte Odense (razdvojba).
Odense je treći danski grad po veličini i najveći na otoku Fynu. Nalazi se na zaljevu Odense Fjord te je značajna luka. Odense je i značajno prometno čvorište prometnice koja vodi mostovima preko danskih otoka između Danske i Švedske. Također je i željezničko čvorište. Grad ima značajno brodogradilište, te metaloprerađivačku, tekstilnu i industriju strojeva.
Odense je jedan od najstarijih gradova Sjeverne Europe, utemeljen 988. godine. 1935. je u gradu podignut drugi najviši toranj u Europi Odinstårnet koji je srušen u 2. svj. ratu. Značajna je katedrala sv. Knuta. U gradu su rođeni najpoznatiji danski književnik Hans Christian Andersen i skladatelj Carl Nielsen.